# 회색짧은꼬리주머니쥐
회색짧은꼬리주머니쥐(Monodelphis domestica)는 주머니쥐과에 속하는 남아메리카 주머니쥐의 일종이다. 지놈 염기 서열이 밝혀진 최초의 유대류 종이다. 과학 연구용 모델 생물의 일종이며, 애완 동물 거래가 자주 발견된다. "브라질주머니쥐" 또는 "우림주머니쥐"라는 이름으로도 알려져 있다.

## 특징
회색짧은꼬리주머니쥐는 비교적 작은 동물로 겉모습이 물밭쥐류와 유사하다. 야생에서 회색짧은꼬리주머니쥐의 몸길이는 12~18cm, 몸무게는 58~95g이며 수컷이 암컷보다 크다.
그러나 포획된 상태에서는 수컷이 아주 많이 커서, 수컷 몸무게는 최대 150g에 이른다. 이름이 함축하고 있는 바와 같이, 다른 주머니쥐류보다 꼬리가 짧으며 5~9cm 정도이다.
거의 몸 전체가 회색빛 갈색을 띠고, 하체로 갈수록 점차 희미하고 연한 색을 보이며 발 쪽은 거의 흰색에 가깝다. 꼬리의 몸 쪽 부분만 털이 있고, 꼬리 전체는 거의 털이 없다. 발톱이 잘 발달되어 있고, 휘어져 있다. 대다수의 다른 유대류와 달리 암컷에게 육아낭이 없다. 일반적으로 13개의 젖꼭지를 갖고 있으며, 표면 안 쪽에 힘줄이 있어서 몸 쪽으로 끌어 들일 수도 있다.

## 분포 및 서식지
일반적으로 브라질 남부와 중부, 서부의 아마존강 남쪽에서 발견된다. 볼리비아 동부와 파라과이 북부 그리고 아르헨티나 북부 포르모사주에서도 발견된다. 우림 환경과 관목 지대 그리고 농경지에서 서식하며, 집 주변에 나타나기도 한다. 알려진 아종은 없다.